# Накори-Чико (муниципалитет)
На́кори-Чико (исп. Nácori Chico) — муниципалитет в Мексике, штат Сонора, с административным центром в одноимённом посёлке. Численность населения, по данным переписи 2020 года, составила 1531 человек.

## Общие сведения
Название Nácori Chico составное: Nácori с языка индейцев опата можно перевести как — опунция, а Chico с испанского языка — детский, маленький.
Площадь муниципалитета равна 2832,7 км², что составляет 1,6 % от площади штата, а наиболее высоко расположенное поселение Ла-Меса-Трес-Риос, находится на высоте 1900 метров.
Он граничит с другими муниципалитетами Соноры: на севере с Уачинерой, на юге с Сауарипой, на западе с Бакадеуачи, а на востоке с другим штатом Мексики — Чиуауа.

## Учреждение и состав
Муниципалитет был образован 7 июля 1934 года, по данным 2020 года в его состав входит 12 населённых пунктов, самые крупные из которых:
| Код INEGI                  | Населённый пункт                                                                          | Численность населения (2005 год) | Численность населения (2010 год) | Численность населения (2020 год) |
| -------------------------- | ----------------------------------------------------------------------------------------- | -------------------------------- | -------------------------------- | -------------------------------- |
| 040                        | Всего                                                                                     | 1743                             | 2051                             | 1531                             |
| 0001                       | Накори-Чико (исп. Nácori Chico) 29°41′11″ с. ш. 108°58′43″ з. д. (административный центр) | 863                              | 981                              | 816                              |
| 0017                       | Ла-Меса-Трес-Риос (исп. La Mesa Tres Ríos) 29°50′31″ с. ш. 108°42′46″ з. д.               | 497                              | 608                              | 464                              |
| 0024                       | Эль-Саус (исп. El Sauz) 29°37′48″ с. ш. 108°59′22″ з. д.                                  | 129                              | 161                              | 114                              |
| 0006                       | Буэна-Виста (исп. Buena Vista) 29°37′19″ с. ш. 108°59′34″ з. д.                           | 148                              | 152                              | 76                               |
| 0025                       | Текоринаме (исп. Tecoriname) 29°26′44″ с. ш. 108°45′45″ з. д.                             | 94                               | 106                              | 46                               |
| —                          | Прочие                                                                                    | 12                               | 43                               | 16                               |
| Названия на карте Генштаба |                                                                                           |                                  |                                  |                                  |

## Экономическая деятельность
По статистическим данным 2000 года, работоспособное население занято по секторам экономики в следующих пропорциях:
- сельское хозяйство, скотоводство и рыбная ловля — 40,5 %;
- промышленность и строительство — 32,6 %;
- торговля, сферы услуг и туризма — 15,8 %;
- безработные — 1,1 %.

## Инфраструктура
По статистическим данным 2020 года, инфраструктура развита следующим образом:
- электрификация: 93,4 %;
- водоснабжение: 83,3 %;
- водоотведение: 94,8 %.